# Thomas Kiesewetter
Thomas Kiesewetter (* 1963 in Kassel) ist ein deutscher Maler und Bildhauer.

## Ausbildung
Kiesewetter studierte an der HdK Berlin von 1988 bis 1994 in Berlin zunächst Malerei. 1994 wurde er Meisterschüler von Raimund Girke. Erst um das Jahr 2000 herum fand er in der Bildhauerei seine Art des künstlerischen Ausdrucks. Von 2005 bis 2008 verfeinerte Kiesewetter seine bildhauerischen Arbeiten in New York.
Kiesewetter ist beeinflusst von Alexander Calder, afrikanischer Skulptur und Kubismus und wurde in Verbindung gebracht mit Anthony Caro, David Smith, Raymond Duchamp-Villon und Robert Rauschenberg.
Er lebt und arbeitet in Berlin.

## Werk
Die dekonstruktivistische Bauauffassung überträgt Kiesewetter auf das Niveau seiner Skulpturen. Diese stärken den Status des Bildhauers als Bastler, der Bleche von der Rolle zu asymmetrischen Kästen zusammenbiegt, vernietet, lackiert, von Holzstelzen stützen lässt und auf tischartigen Unterbauten platziert.
Die klassisch anmutenden Proportionen und die Feinheit der Konstruktion wirken wie absurde und nichtfunktionale Bauten.
Thomas Kiesewetter arbeitet zunächst mit Pappe und Papier, um die Formen seiner Skulpturen zu bestimmen, übersetzt diese dann in Metallblech oder Bronze und taucht sie in kraftvolle Farben. Die monochromen, konkaven und konvexen Formen spielen mit Statik und Licht. Seine Arbeiten erinnern an die Sachlichkeit des Konstruktivismus, weisen aber deutlich kubistische Einflüsse auf. Er fertigt Skulptur-Assemblagen, die den Raum öffnen und deren schroffe Formen mit der Farbgebung kontrastieren.
Seit etwa 2017 beschäftigt sich Kiesewetter zunehmend mit der menschlichen Gestalt als begründendes Thema seiner Skulpturen.

## Werke im öffentlichen Raum und in Sammlungen
- MOMA Museum of Modern Art, New York
- MOCA Museum of Contemporary Art, Los Angeles
- Kunsthalle Bielefeld
- Städtische Galerie Wolfsburg, Schlosspark
- Rise auf der Skulpturenterrasse des Sammlers Gil Bronner, Düsseldorf
- KölnSkulptur im Skulpturengarten an der Riehler Straße, Köln
- Bundeskunstsammlung

## Ausstellungen
- 2001 Galerie Neu, Berlin
- 2001 „Artists imagine Architecture“ ICA Boston
- 2003 Jack Tilton Gallery, New York[10][11]
- 2004 Roberts and Tilton, Los Angeles
- 2008 „Abstrakte Tendenzen“ Kunsthalle Mannheim
- 2009 Almine Rech Galerie, Paris
- 2010 Contemporary Fine Arts, Berlin
- 2011 Gasträume, mit Portrait III, einer Stahlskulptur am Tessinerplatz in Zürich
- 2011 Georg Kolbe Museum, Berlin
- 2012 Gesamtkunstwerk, Saatchi Gallery, London,
- 2013 Contemporary Fine Arts, Berlin
- 2013 „Fugit Amor“ Sies+Höke, Düsseldorf
- 2015 „1999“ in der Galerie Philara, Düsseldorf
- 2017 „Bildhauer“, Kunsthalle Bielefeld, Bielefeld